# Astyochia membranacea
Astyochia membranacea är en fjärilsart som beskrevs av W. Warren 1904. Astyochia membranacea ingår i släktet Astyochia och familjen mätare. Inga underarter finns listade i Catalogue of Life.